# Creaseriella anops
Creaseriella anops is een pissebed uit de familie Cirolanidae. De wetenschappelijke naam van de soort is voor het eerst geldig gepubliceerd in 1936 door Creaser.